# Ruma de Albuquerque
Ruma de Albuquerque (nome completo: Rui Mario Cruz de Albuquerque), Belém, 26 de janeiro de 1956, é um artista visual e arquiteto brasileiro. Suas obras retratam os componentes da identidade visual de Belém, suas cores, embarcações e arquitetura histórica.

## Biografia
Formado em arquitetura pela Universidade Federal do Pará, cursou também a Escola de Artes Visuais no Parque Lage, no Rio de Janeiro. Sua trajetória artística começou a partir de 1979, tendo desde então participado de exposições coletivas e individuais, no Brasil e no exterior.

## Principais exposições coletivas[3]
- V Salão da Ferrovia (1987, Rio de Janeiro, RJ) - Prêmio de aquisição
- XII Salão Arte Pará (1993, Belém, PA) - Prêmio de aquisição
- V Salão UNAMA de Pequenos Formatos (1999, Belém, PA) - Prêmio de aquisição
- X Salão UNAMA de Pequenos Formatos (2004, Belém, PA) - Grande prêmio
- XXV Salão Arte Pará (2006, Belém, PA) - Prêmio de aquisição
- XXVII Salão Arte Pará (2008, Belém, PA)
- XXX Salão Arte Pará (2011, Belém, PA)
- "Tanto Mar" (2019, Lisboa)[4]

## Principais mostras individuais[3]
- "Baralho a Quadro" (1992, Belo Horizonte, MG)
- "Ao Quadrado" (1998, Galeria de Arte Graça Landeira da UNAMA, Belém, PA)
- "Barulho" (2000, Galeria Municipal de Arte, Belém, PA)
- "Voluptas" (2004, Galeria Theodoro Braga, Belém, PA)
- "Recortes" (2010, Galeria Fotoativa, Belém, PA)
- "Ruma, Caminho Reverso" (2011, Museu da UFPA, Belém, PA)
- "Cenaculum" (2013, Elf Galeria, Belém, PA)
- "Boca de Cena" (2015, Elf Galeria, Belém, PA)